# Anillinus longiceps
Anillinus longiceps är en skalbaggsart som beskrevs av René Gabriel Jeannel. Anillinus longiceps ingår i släktet Anillinus och familjen jordlöpare. Inga underarter finns listade i Catalogue of Life.